# David et Goliath (Le Caravage)
Ne doit pas être confondu avec David avec la tête de Goliath.
David et Goliath est un tableau de Caravage peint au début du XVIIe siècle, sans doute entre 1599 et 1605, et conservé au musée du Prado de Madrid. Il représente un épisode biblique tiré du Premier Livre de Samuel, au moment où le jeune David se saisit de la tête tranchée du géant Goliath, qu'il vient de tuer d'un coup de fronde.

## Historique
La présence du tableau est attestée dans les collections du palais Buen Retiro en 1794, puis il est intégré au fonds du musée du Prado en 1849. Au fil du XIXe siècle, la critique le considère comme étant issu de l'école de Caravage ; ce n'est que lorsque Mina Gregori réalise en 1991 une étude poussée grâce aux rayons X que l'attribution à Caravage lui-même est confirmée avec certitude.
Préalablement à l'inventaire de 1794, la trajectoire du tableau n'est pas connue avec certitude et son commanditaire n'est pas non plus identifié de façon certaine. Les historiens de l'art proposent quelques pistes, comme celle du collectionneur Juan Bautista Crescenzi qui revient à Madrid en 1617, ou bien celle du comte de Villamediana qui séjourne en Italie de 1611 à 1615 et qui, d'après son contemporain Bellori, aurait détenu un David de Caravage; ou encore celle de Mgr Galeotto Rospigliosi qui intègre à son testament de 1643 un « David de Caravaggio ». Il est établi, en tout cas, que l’œuvre est déjà présente en Espagne dès le XVIIe siècle puisque plusieurs copies y sont alors réalisées.
Les difficultés à identifier le commanditaire du tableau compliquent sa datation, qui se base essentiellement, dès lors, sur des critères stylistiques : la majorité des spécialistes s'accordent néanmoins sur une réalisation qui date de la période romaine de Caravage, et qui pourrait aller d'environ l'année 1599 ou 1600 jusqu'à 1605.

## Description
Le tableau représente le David biblique comme un jeune garçon (conformément à l'histoire de la Bible) attachant la tête du champion des Philistins, le géant Goliath, par les cheveux : celui-ci vient juste d'être tué par David d'un coup de fronde puis décapité, comme le raconte le texte tiré du Premier Livre de Samuel.

« 48. Aussitôt, [Goliath] se remit à avancer en direction de David qui, de son côté, se hâta de courir vers la ligne ennemie au-devant du Philistin. 
49. David plongea la main dans son sac, en tira un caillou, et le lança avec sa fronde: il atteignit le Philistin en plein front. La pierre pénétra dans son crâne et il s’écroula, la face contre terre. 
50. Ainsi, sans épée, avec sa fronde et une pierre, David triompha du Philistin en le frappant mortellement. 
51. Alors il se précipita sur son adversaire, saisit l’épée de celui-ci, la tira de son fourreau, acheva l’homme; puis il lui trancha la tête. »

— 1 Samuel, 17, 48-51
Le moment précis sur lequel s'arrête le peintre montre David nouant les tresses du géant afin d'exhiber ensuite sa tête : cette anecdote ne provient pas du texte biblique et n'a pas de précédent iconographique connu, ce qui tend à renforcer l'image de Caravage comme peintre original et indépendant.
La lumière illumine les jambes, les bras et le flanc de David qui est entièrement vêtu de blanc, ainsi que les épaules massives et la tête de Goliath, alors que le reste de la scène est beaucoup plus sombre. Même le visage de David est dissimulé dans l'ombre. Une blessure sur le front de Goliath montre où il a été touché et abattu par la fronde de David. L'impression dominante est une scène éminemment personnelle et privée, et non une impression de triomphe ou de victoire.
À l'origine Caravage avait peint le visage de Goliath saisi dans la terreur, la bouche ouverte, les yeux hagards, la langue pendante, yeux roulant dans leurs orbites. Dans le tableau final, l'aspect mélodramatique est banni. Le drame est transféré de Goliath, la force de la nature, à David dont le visage est presque caché, l'attention du spectateur étant mise sur l'action de ses mains dans les cheveux de son ennemi, à genoux sur le torse de l'homme.

## Autres versions et copies
Caravage traite ce même thème de différentes façons à travers deux autres tableaux : David avec la tête de Goliath conservé au musée d'Histoire de l'art de Vienne et David avec la tête de Goliath qui se trouve à la galerie Borghèse de Rome.
Concernant le tableau du Prado, différentes copies sont signalées dans des collections particulières, à Madrid notamment; l'une d'entre elles, désormais localisée à New York après être passée par Cuba et El Salvador, aurait pu être réalisée avec l'intervention de Caravage lui-même. La cadrage de la scène est légèrement plus large et laisse apparaître en bas du tableau, devant le pied de David, quelques galets pour sa fronde ; d'après Maurizio Marini, cela reflète l'état complet de l'original avant qu'il ne soit retaillé comme pour la version du Prado : il aurait donc pu être créé avec la participation du maître dans l'hypothèse d'une sorte d'« atelier romain » de Caravage.